# Edmond Pointin
Edmond Pointin, né le 13 septembre 1836 à Amiens et mort le 16 novembre 1903 dans la même ville, est un peintre français.
Il est le premier peintre habitant la station balnéaire Paris-Plage et vulgarise, par le pinceau, ce pays inconnu.

## Biographie

### Enfance
Edmond Pointin naît le 13 septembre 1836 à Amiens (Somme), il est le fils de Laurent Bernardin Pointin, marchand brasseur et de Rose Cécile Darras, ses grands-parents Pointin-Hazart, appartiennent à une grande famille de négoce amiénois spécialisée dans les tissus d'Amiens et la draperie,.

### Famille
- Le 26 juin 1871, Edmond pointin épouse Marie Augustine Amélie Basquin, née le 6 août 1849 à Saint-Quentin, fille d'Hector Prudent négociant et industriel et d'Élisabeth Basquin[3],[4]. Ils ont quatre enfants :
  - Marcel, négociant à Dunkerque ;
  - Marie qui épouse le docteur Lefranc de Neuilly-sur-Seine
  - Jean, docteur en droit, attaché au contentieux de la compagnie des chemins de fer de Paris à Lyon et à la Méditerranée veuf sans enfant de Pauline Ternisien, fille de Me Ternisien, avoué à Amiens
  - Pierre, docteur en médecine qui épouse Mlle Vieillard.

Il est passionné de nature, de chasse et de cheval, il parcourt les champs, bois et marais.

### Le peintre
Dès sa plus tendre enfance, il aime dessiner et colorier, cela devait entraîner sa véritable vocation artistique. Son seul objectif est la peinture en plein air des plus beaux sites de la région du Nord et de la Picardie en particulier.
À 25 ans, il devient élève de Louis Marie Jules Lhote, aquarelliste spécialisé dans la reproduction de vieux quartiers d'Amiens.
Puis, il intègre, à Paris, l'atelier de Louis Aimé Japy, spécialiste de la traduction de sites picards, surtout les marais. Avec ce maître, ses progrès sont rapides.
Il devient professeur à son tour, en expliquant sans cesse à ses élèves la nécessité des trois pans obligés de toute étude savamment conduite : « un, pour les tons indécis, ou la demi-teinte, tons de grisailles cobaltés, violacés, deux pour la teinte intermédiaire, et trois pour la lumière »

### Le paysagiste de Paris-Plage
En 1895, Edmond Pointin s'installe à Paris-Plage, il habite le chalet Les Phares au 83,
rue de Paris, angle sud-est avec la rue Saint-Louis, construit en 1888.
Il trouve ici le complément de sa formation artistique. Il fait venir Louis Aimé Japy durant toute une saison ; celui-ci fait des études sur les rives de la Canche, dans les dunes et dans la forêt. Ils font de nombreuses études. L'année suivante, Japy n'ayant pu revenir, Edmond Pointin continue sa méthode. Nul mieux que lui ne rend la dune avec ses argousiers et ses oyats, les lisières de la forêt ou les sites innombrables de la baie de la Canche.
Mais des problèmes d'infirmités, liées à l'âge, obligent Edmond Pointin à quitter Paris-Plage et à retourner définitivement à Amiens.
Il contribue, peu avant sa mort, par des dessins des vieilles rues d'Amiens, à l'illustration d'une grande partie des chants de Marie-Chrétienne, poème picard d'Édouard David.

### Mort
Edmond Pointin meurt le 16 novembre 1903 à Amiens. Il est inhumé dans la même ville au cimetière de la Madeleine.

## Collections publiques
- Amiens, musée de Picardie : Dunes de Paris-Plage, étude[2].
- Le Touquet-Paris-Plage, musée du Touquet-Paris-Plage : Dunes et pins, huile sur bois[5].

## Pour approfondir